# DJ Encore
 (mai 2021).
Si vous disposez d'ouvrages ou d'articles de référence ou si vous connaissez des sites web de qualité traitant du thème abordé ici, merci de compléter l'article en donnant les références utiles à sa vérifiabilité et en les liant à la section « Notes et références ».
DJ Encore (né Andreas Bang Hemmeth en 1979 à Copenhague, Danemark) est un compositeur et producteur danois. Il est connu pour son titre I See Right Through to You avec Engelina qui a servi de thème à l'émission Big Brother Denmark en 2001.
Il a été au sommet des diffusions sur les radios au Danemark, aux États-Unis, au Royaume-Uni, en Suède, en Norvège, en Finlande, au Brésil et en France.